# Heterotaxis superflua
Heterotaxis superflua är en orkidéart som först beskrevs av Heinrich Gustav Reichenbach, och fick sitt nu gällande namn av Fábio de Barros. Heterotaxis superflua ingår i släktet Heterotaxis och familjen orkidéer. Inga underarter finns listade i Catalogue of Life.

## Bildgalleri

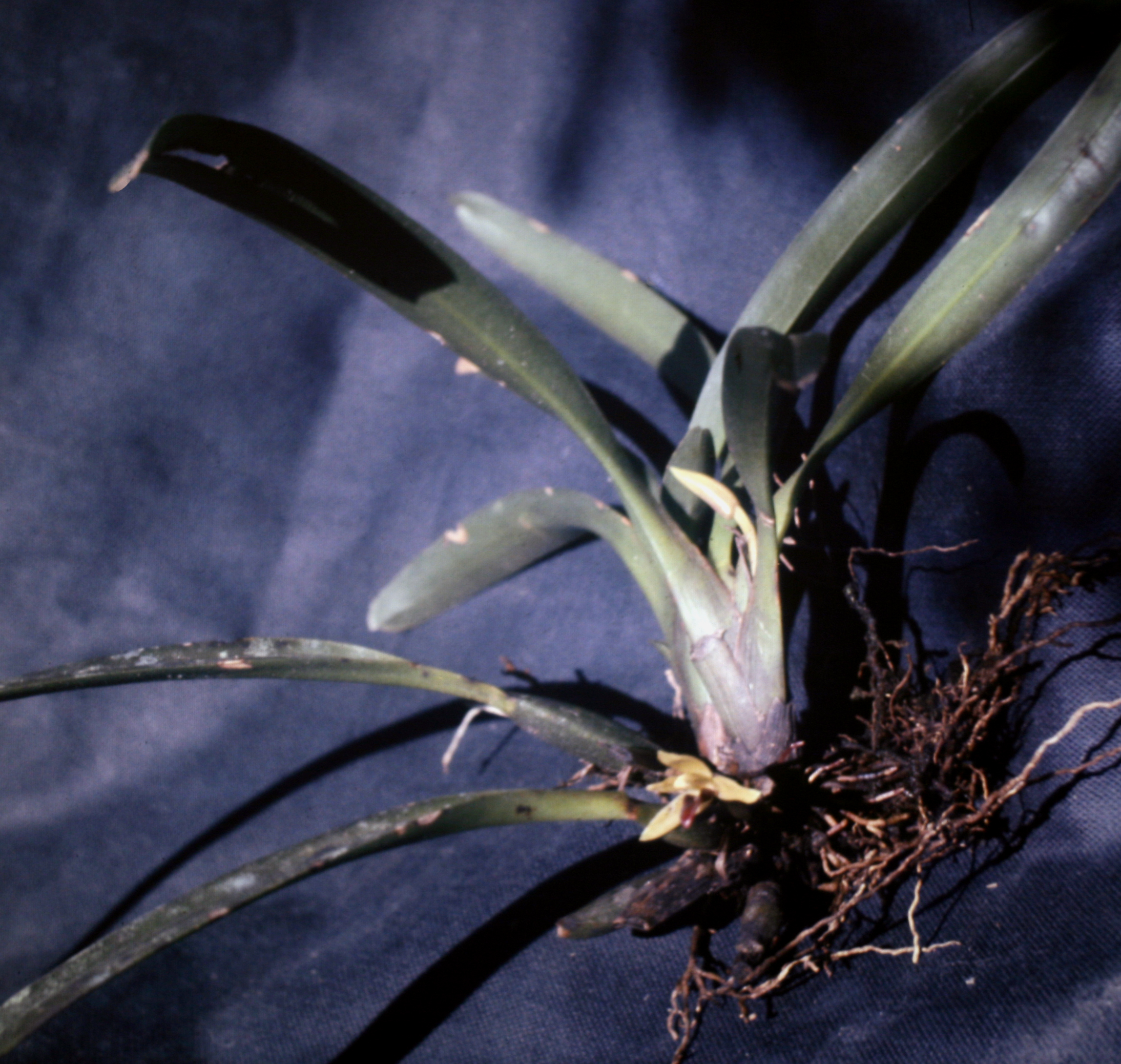
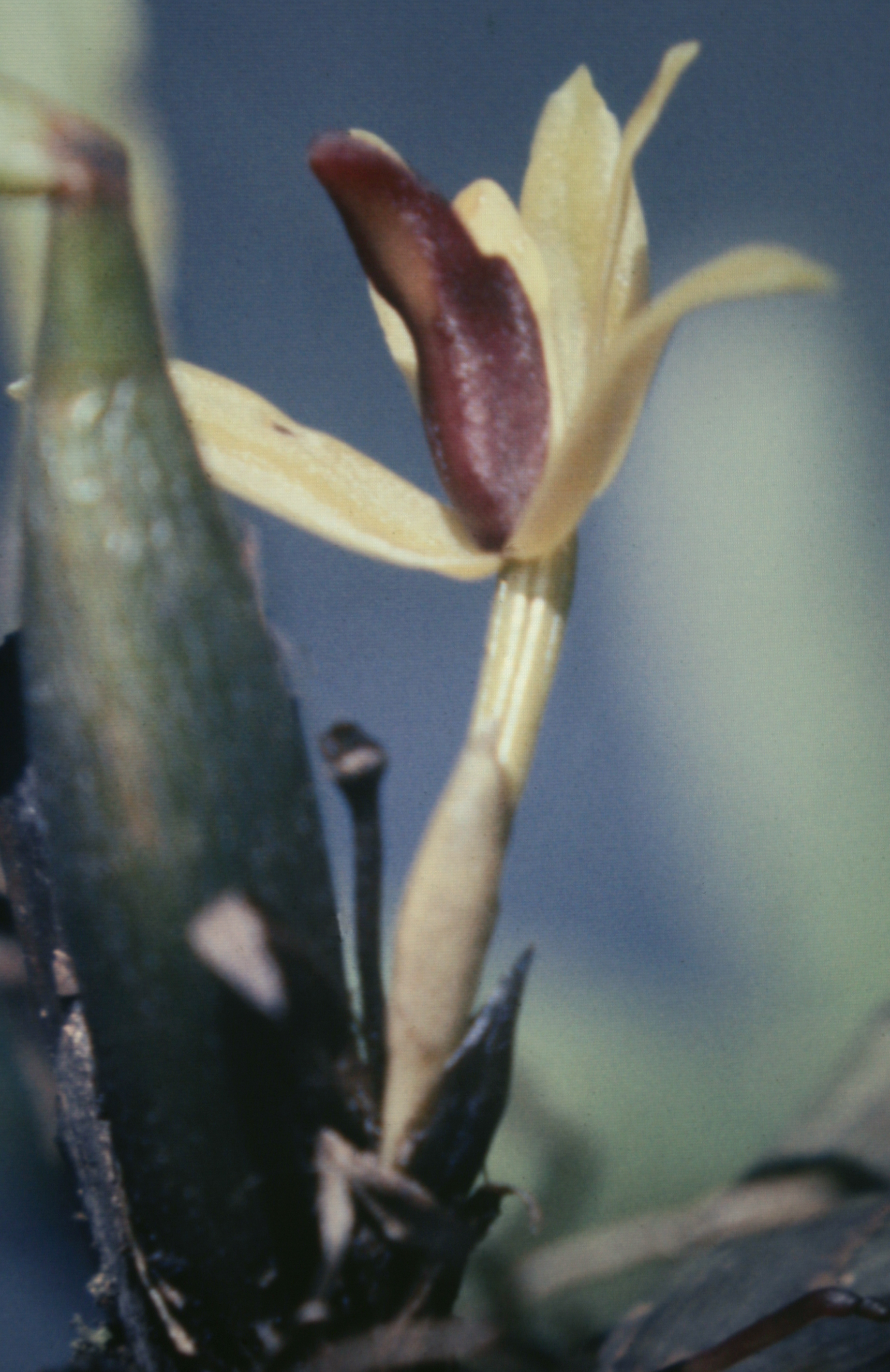
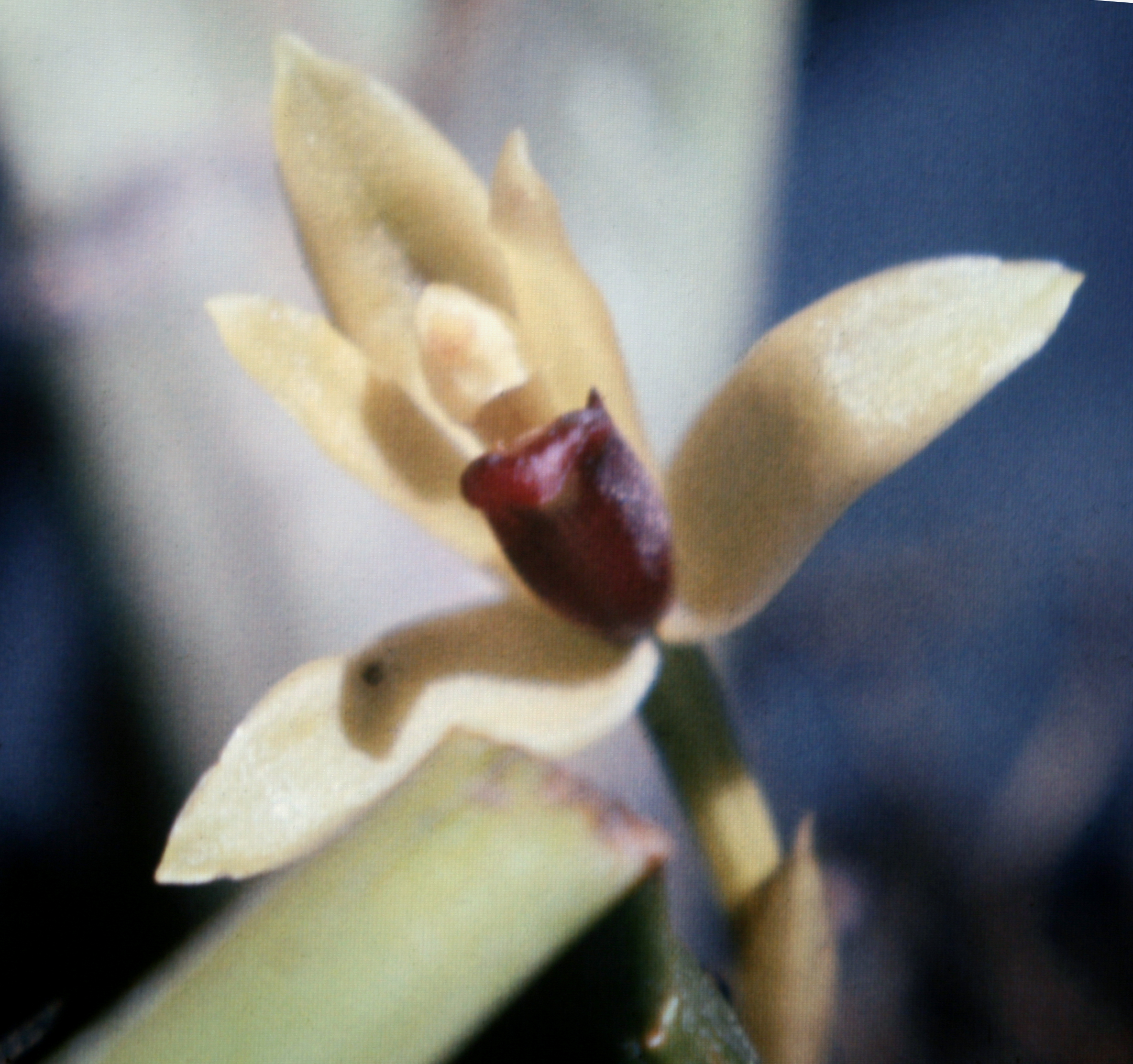